# Interféron bêta-1a
L'interféron bêta 1a est une glycoprotéine recombinante de 166 acides aminés, ayant une séquence et un état de glycosylation identique à l'interféron bêta humain naturel. Il agit sur la sclérose en plaques en tant qu'immunomodulateur. Il est commercialisé en France sous le nom de Rebif (22 et 44) par le laboratoire Merck Serono Europe ou sous le nom d'Avonex par le groupe Biogen.

## Synthèse pharmaceutique
Il est produit par une lignée cellulaire (cellules de cobaye CHO) qui a été modifiée pour contenir et surexprimer le gène humain. L'avantage de la production dans des cellules mammifères est que celles-ci peuvent glycosyler la protéine recombinante, ce que ne peuvent faire les bactéries E. coli modifiées génétiquement qui produisent l'interféron bêta 1b.

## Traitement à base d'interféron bêta 1a
L'interféron bêta 1a  est un traitement de la sclérose en plaques de type rémittente.
Rebif 44 (22 existe aussi) est une solution injectable sous-cutanée en seringue pré-remplie. Chaque seringue pré-remplie contient 22 ou 44 microgrammes d'interféron bêta 1a.
Le traitement a été conçu par le laboratoire Merck Serono.
Les seringues de Rebif doivent être placées au réfrigérateur à une température comprise entre 2 et 8 °C. 
Les seringues peuvent être conservées en extérieur jusqu'à 25 °C pour une période limitée ne dépassant pas un mois. 
En aucun cas, il ne faut mettre Rebif au congélateur.

## Effet contre le COVID-19
Partant de la constatation que le Covid-19 supprime la production d'interféron bêta dans le poumon, l'entreprise britannique Synairgen a réalisé une étude en double aveugle sur 101 patients répartis dans 9 hôpitaux britanniques, dont il résulte que l'inhalation d'interféron bêta-1a réduirait de 79 % les chances de développer une forme grave de la maladie.
Le 15 Octobre 2020, un rapport intérim sur l'essai clinique Solidarity Trial piloté par l'OMS conclut que l'interféron bêta n'a pas d'effet significatif notable sur les patients hospitalisés pour la Covid-19, que ce soit au niveau de la mortalité, de l'initiation de la ventilation ou de la durée d'hospitalisation.

## Effets secondaires de l'interféron bêta 1a
Ses effets secondaires principaux sont :
- syndrome pseudogrippal
- fièvre
- frisson
- asthénie
- vertiges
- céphalée
- douleur musculaire
- nausée
- diarrhée
- anorexie
- vomissement
- douleur articulaire
- insomnie
- dépression possible dans les 6 premiers mois de traitement chez les personnes ayant un historique de dépression[6].